# Mansión de Juzefinova
La Mansión de Juzefinova (en letón: Juzefinovas muiža) es una casa señorial en Ārdava,  parroquia de Pelēči, municipio de Preiļi en la región histórica de Latgale, en Letonia. 

## Historia
La construcción empezó en 1860 y se completó en 1863. Hasta 1922 la propiedad pertenecía a la familia Mohl. Tras la apertura de la línea férrea desde alrededor del centro de la antigua Mansión de Jezufinov se formó el asentamiento de Ārdava. El edificio de la mansión fue la sede de la escuela primaria de Ārdava desde 1922 hasta 2003.